# Мотигінський район
Мотигінський район (рос. Мотыгинский район) — адміністративна одиниця та муніципальне утворення в центральній частині Красноярського краю. Адміністративний центр — смт Мотигіно.

## Географія
Район знаходиться в долині Ангари і її притоків. Значну частину району займають ліси. Площа території району — 19000 км².

## Економіка
В районі проводиться видобуток розсипного золота. Працює гірничо-збагачувальний комбінат, на якому йде виготовлення концентрату.

## Відомі особистості
У районі народився:
- Зайцев Борис Петрович (1925—2000) — радянський оперний співак (c. Зайцеве).